# Новогрудская ратуша
Новогру́дская ра́туша (бел. Наваградзкая ратуша) — памятник архитектуры XVII—XVIII веков в Новогрудке, один из символов города. Находилась на площади рядом с рынком. Произведение архитектуры барокко, которое приобрело черты классицизма в результате перестройки. Существовала до 2-й половины XIX века.

## История
26 июля 1511 года великий князь Сигизмунд Старый даровал Новогрудку Магдебургское право, вскоре в городе должна была появиться ратуша. Однако городская ратуша впервые упоминается только в сеймовой конституции 1652 года.
Полагают, что в 1654 году под ратушу приспособили часовню на рынке. Во время пожара 1751 года она получила повреждения. Позже ратушу восстановили, а на углу здания соорудили башню.
После третьего раздела Речи Посполитой (1795 год) царские власти лишили Новогрудок Магдебургского права. В 1818 году ратушу значительно реконструировали. В таком виде она просуществовала до пожара 1862 года, когда получила сильные повреждения и больше уже не восстанавливалась.
Около 1900 года на месте ратуши возвели здание магистрата (видимо, с использованием частей здания самой ратуши). Во время Второй мировой войны здание было почти полностью разрушено.

## Архитектура
Памятник архитектуры барокко, который приобрел черты классицизма в результате перестройки 1818 года. Это было прямоугольное в плане здание, угол которого украшала 2-ярусная башня, завершенная куполом и флюгером с изображением архангела Михаила.
В результате перестройки 1818 года изменился общий план здания, оконные и дверные проемы, на уровне 2-го этажа главного фасада, ориентированного на рынок, появилась галерея (опиралась на 4 колонны), на уголок здания и на гранях башни 1-го этажа — рустика, на 2-м этаже — ниши.

## Галерея

Фото и план здания и места, где была ратуша
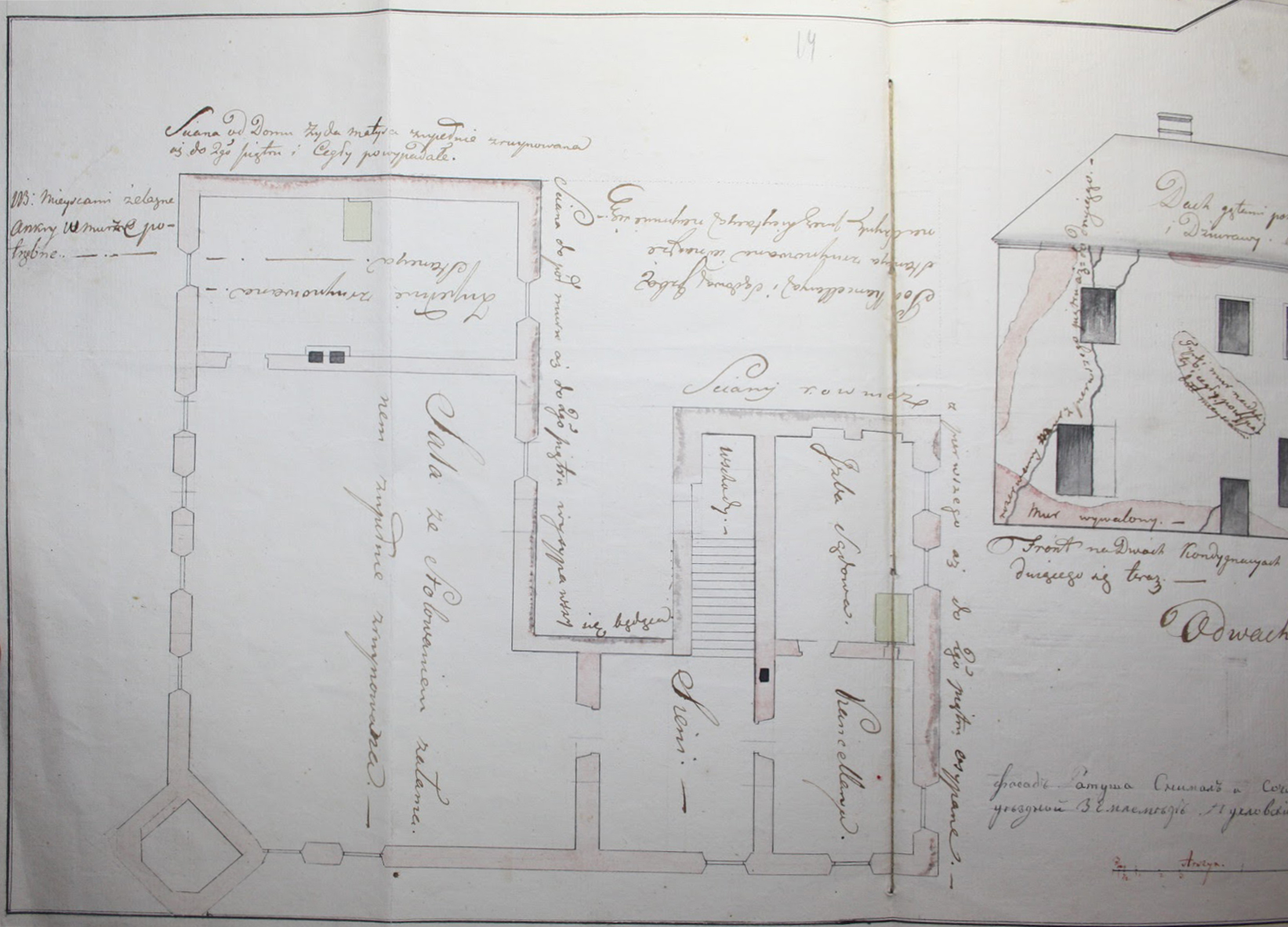
План ратуши, 1818 год
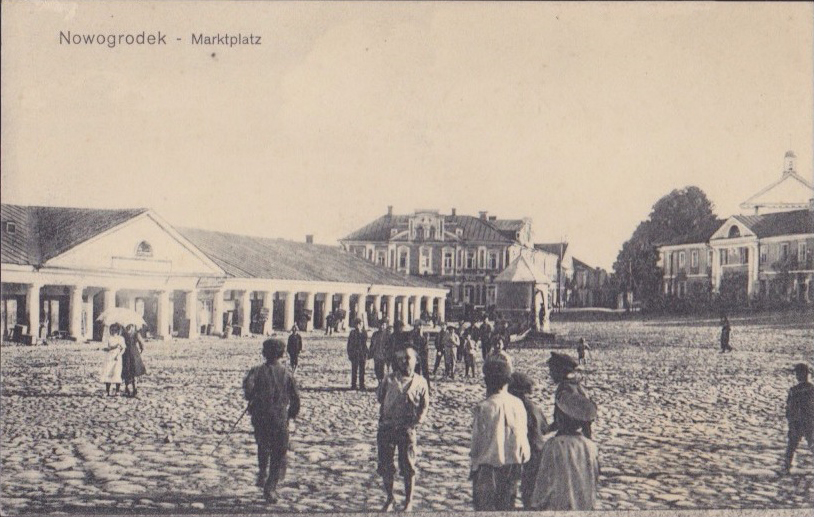
Вид со стороны центральной площади, магистрат виден за рыночными рядами, стоит слева от дворца Радзивиллов
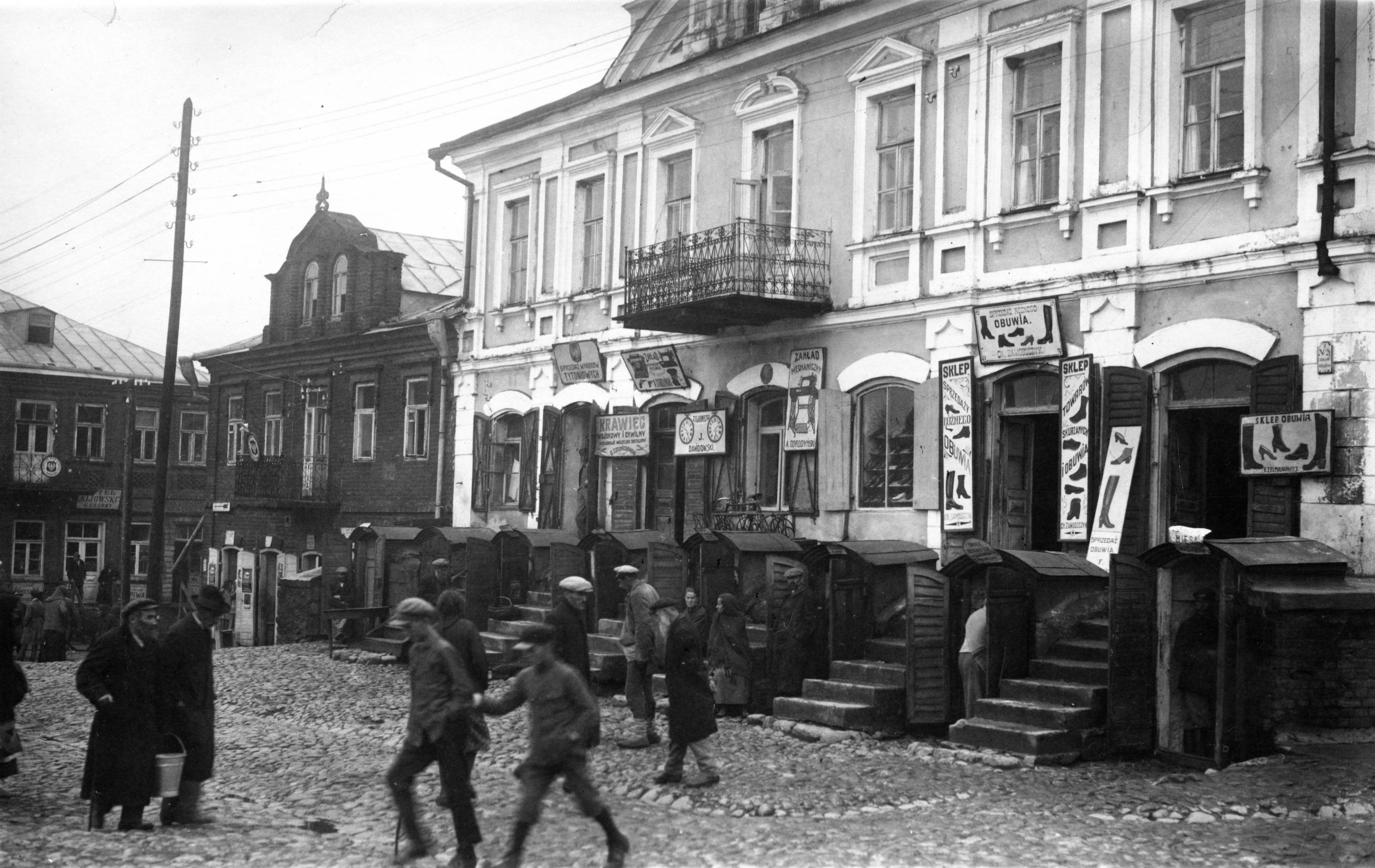
Вид магистрата в близи
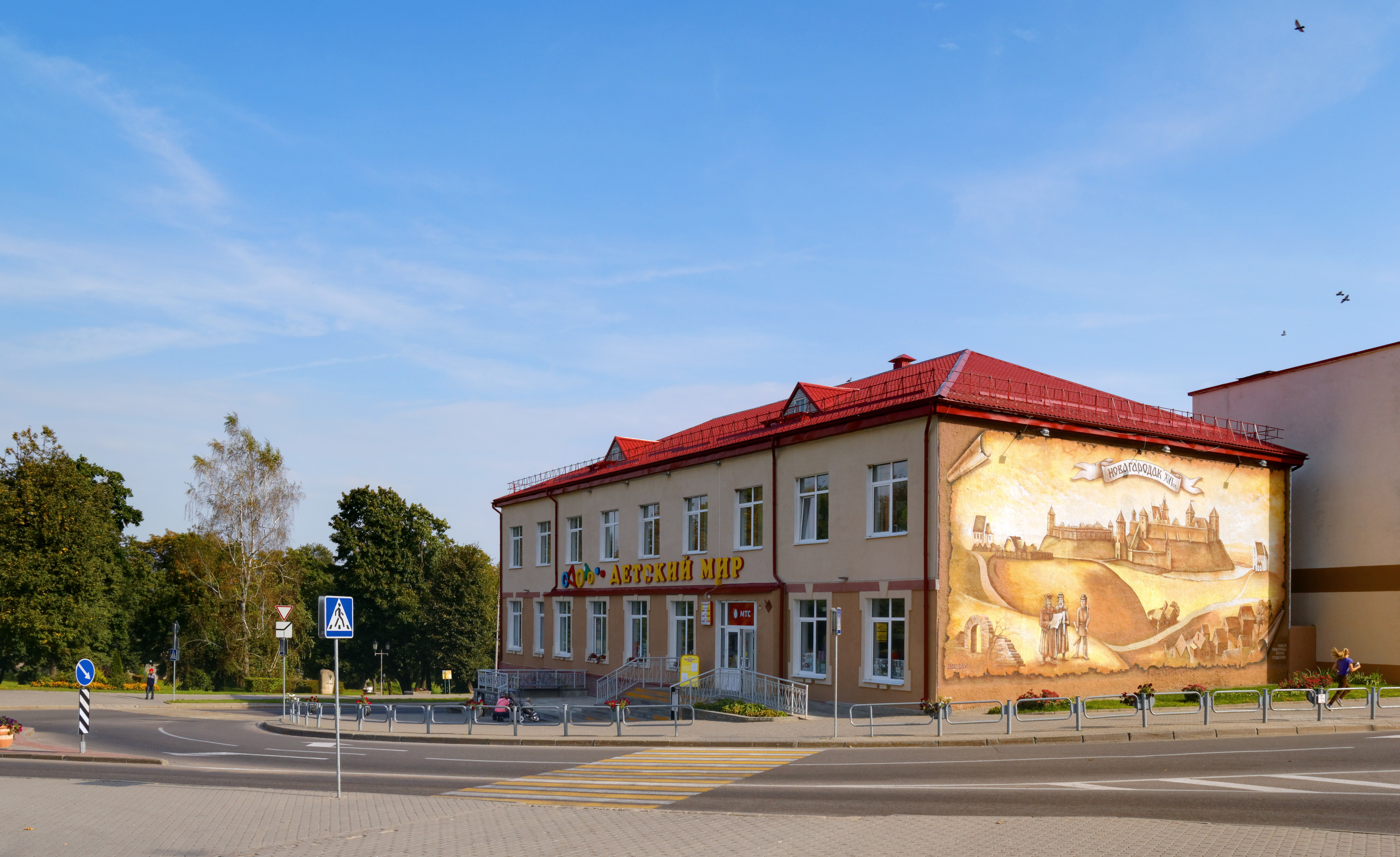
Место, где находился магистрат, сейчас тут Детский мир